# 克拉斯·林德斯特伦
克拉斯·林德斯特伦（瑞典語：Klas Lindström，1920年10月27日—2009年6月2日），瑞典男子冰球运动员，场上位置是前锋。他曾代表瑞典国家队参加1948年冬季奥林匹克运动会冰球比赛，获得第4名。